# Luciobarbus graellsii
Luciobarbus graellsii är en fiskart som först beskrevs av Steindachner, 1866.  Luciobarbus graellsii ingår i släktet Luciobarbus och familjen karpfiskar. IUCN kategoriserar arten globalt som livskraftig. Inga underarter finns listade i Catalogue of Life.